# Alce (araldica)
In araldica l'alce compare frequentemente nell'araldica civica dei paesi del nord Europa.
Dell'alce può essere raffigurata anche solo la testa, frequentemente posta di fronte e, talvolta, sotto forma di riscontro, cioè di teschio.

D'oro, all'alce di nero, unghiato di rosso (Hirvensalmi, Finlandia)
D'argento, alla testa d'alce d'azzurro, lampassata di rosso (stemma di Kurikka, Finlandia, in uso dal 1951 al 2008)
D'azzurro, al rincontro d'alce d'oro, accompagnato da tre trifogli d'argento, uno in capo e due ai fianchi (Mäntsälä, Finlandia)
D'oro, alla testa di alce di nero, volta a sinistra, uscente dal bordo dello scudo (Ellenberg, Germania)

## Posizione araldica ordinaria
L'alce si rappresenta, di norma, passante.